# Apios gracillima
Apios gracillima är en ärtväxtart som beskrevs av Stephen Troyte Dunn. Apios gracillima ingår i släktet Apios och familjen ärtväxter. Inga underarter finns listade i Catalogue of Life.